# Thomisus guangxicus
Thomisus guangxicus är en spindelart som beskrevs av Song och Zhu 1995. Thomisus guangxicus ingår i släktet Thomisus och familjen krabbspindlar. Inga underarter finns listade i Catalogue of Life.